# Сампедри, Фернандо
Фернандо Матиас Сампедри (исп. Fernando Matías Zampedri; родился 14 февраля 1988 года, Чахари, провинция Энтре-Риос) — аргентинский футболист, нападающий клуба «Универсидад Католика».

## Клубная карьера

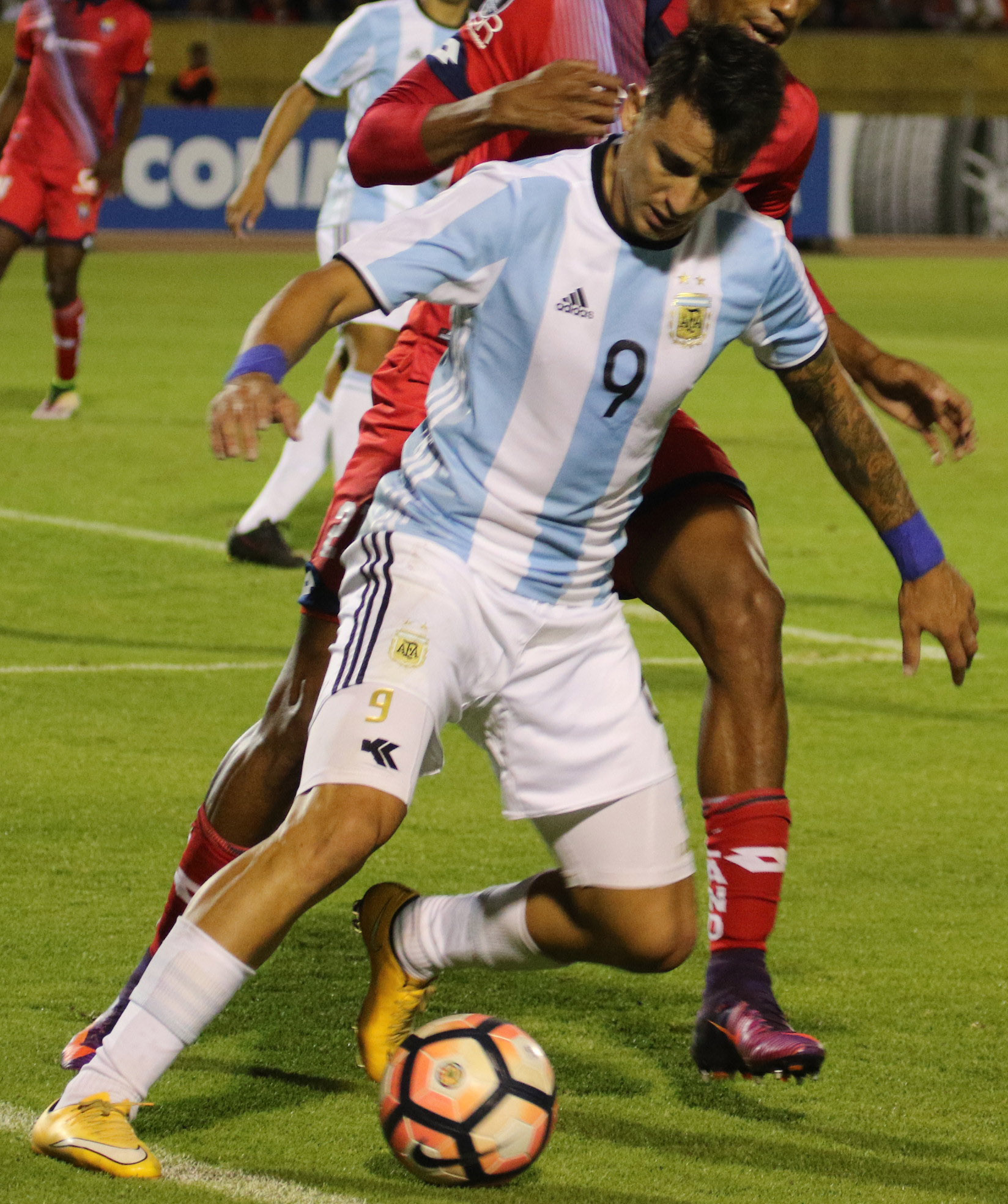
Сампедри в составе «Атлетико Тукуман»

Сампедри начал карьеру в клубе «Атлетико Рафаэла». 27 сентября 2008 года в матче против «Олимпо» он дебютировал в Примере B. 4 декабря в матче против «Лос-Андес» Френандо забил свой первый гол за «Атлетико Рафаэла». В 2010 году из-за низкой результативности Сампедри был вынужден покинуть команду и с переменным успехом выступал за клубы «Спортиво Бельграно», «Крусеро-дель-Норте», «Гильермо Браун» и «Бока Унидос» из низшего дивизиона Аргентины.
В начале 2015 года Сампедри перешёл в «Хувентуд Унида». 13 февраля в матче против «Дуглас Хаиг» он дебютировал за новую команду. В этом же поединке Фернандо забил свой первый гол за «Хувентуд Унида». По итогам сезона он стал лучшим бомбардиром второго дивизиона, забив 25 мячей.
В начале 2016 года после успешного выступления в Примере B, Сампедри подписал контракт с «Атлетико Тукуман». 8 февраля в матче против «Расинга» он дебютировал за новую команду. В это же поединке Фернандо забил свой первый гол за «Атлетико Тукуман». В 2017 году в матчах Кубка Либертадорес против эквадорского «Эль Насьональ», бразильского «Палмейрас», колумбийский «Атлетико Хуниор» и уругвайского «Пеньяроля» Сампедри забил пять мячей.
В июле 2017 года Сампедри перешёл в «Росарио Сентраль». С 2020 года выступает за «Универсидад Католику».

## Достижения
Командные
- Обладатель Кубка Аргентины (1): 2017/18
- Чемпион Чили (2): 2020, 2021
- Обладатель Суперкубка Чили (2): 2020, 2021

Личные
- Лучший бомбардир чемпионата Чили (2): 2020 (20 мячей), 2021 (23 мяча)
- Лучший футболист чемпионата Чили (1): 2021
- Лучший бомбардир Торено Архентино A (1): 2013/14 (22 мяча)
- Лучший бомбардир Примеры B Насьональ (1): 2015 (25 мячей)